# Port lotniczy Bossangoa
Port lotniczy Bossangoa – port lotniczy zlokalizowany w Bossangoa, w Republice Środkowoafrykańskiej.